# エルフ 〜サンタの国からやってきた〜
『エルフ 〜サンタの国からやってきた〜』（エルフ サンタのくにからやってきた、原題：Elf）は、2003年に製作されたファンタジーコメディ映画。

## 概要
本作はクリスマスコメディとして製作された。破天荒ながらも人情味のある能天気な主人公を、人気コメディアンのウィル・フェレルが喜々と演じている。主に家族愛に焦点を当てており、ファミリー映画的要素が大きい。俳優として活躍するジョン・ファヴローが監督を務めており、ファヴローはこの映画の成功を機に監督としての腕も認められ、ティム・ロビンス主演のアドベンチャー『ザスーラ』や、ロバート・ダウニー・Jr主演のヒーローアクション映画『アイアンマン』の監督も任せられた。
ファンタジー作品としても上手く仕上がっており、絵本的なオープニングシークエンスや、劇中の北極の独特な世界を表現する要素の1つとして、愛らしいキャラクターのクレイアニメなども登場する。フェレル演じる主人公に翻弄されるぶっきらぼうな実の父親にベテラン俳優のジェームズ・カーン、そんな父親の妻には『バック・トゥ・ザ・フューチャー3』などで知られるメアリー・スティーンバージェン、北極の父親役にはベテラン・コメディアンのボブ・ニューハート、サンタクロース役には『カールじいさんの空飛ぶ家』で主人公の声を担当したエドワード・アズナーらが顔をそろえる。また、ストップモーション・アニメーションの神様としてハリウッド映画界をけん引してきたレイ・ハリーハウゼンも、北極熊子の声でカメオ出演をしている。
アメリカでは興行収入的にも成功を収めたが、日本では劇場未公開でDVDリリースにて初披露された。

## あらすじ
とあるクリスマスの日。プレゼントを世界中に配っていたサンタクロース（エドワード・アズナー）はとある孤児院から偶然袋に紛れ込んだ人間の赤ちゃんを北極に持ち帰ってしまう。小人のエルフたちは孤児院に赤ちゃんを戻そうと提案するも、サンタクロースはその赤ちゃんを子供のいないエルフ（ボブ・ニューハート）に託すことに。かつて人間が誰一人として足を踏み入れたことのないエルフたちの町で赤ちゃんはすくすくと育ち30年の月日が流れた。その頃には赤ちゃんも立派な成人に成長し、バディ（ウィル・フェレル）と名づけられていた。だがエルフの国で人間が生活するのも苦労の連続。そのうち、自分の実の父親がニューヨークに住んでいることを知ったバディは、父親に会いに大都会へ旅立っていく。
長い旅を経てようやくニューヨークへ着いたバディは、その街並みと人々に大興奮。自分の実の父親であるウォルター（ジェームズ・カーン）が働くビルにようやく辿り着き一人感動の再会を喜ぶバディだったが、どこか的が外れ子供っぽさ大全開のバディをウォルターはビルからつまみだしてしまう。行く場所もなくなったバディはたまたま入った百貨店で従業員と間違えられ、そのままそこのおもちゃ売り場で働くことに。世間知らずな上に異様なほどの無垢さ加減で人と接するバディはその後も大騒動を起こしていく。

## スタッフ・キャスト

### キャスト
- バディ：ウィル・フェレル
- ウォルター：ジェームズ・カーン
- ジョヴィー：ズーイー・デシャネル
- エミリー：メアリー・スティーンバージェン
- サンタクロース：エドワード・アズナー
- パパ・エルフ：ボブ・ニューハート
- マイルズ・フィンチ：ピーター・ディンクレイジ
- フルトン：マイケル・ラーナー
- ユージーン：カイル・ガス
- 医師：ジョン・ファヴロー
- 北極熊子：レイ・ハリーハウゼン(声の出演)

### スタッフ
- 監督：ジョン・ファヴロー
- 脚本：デイヴィッド・バレンバウム
- 製作：ジョン・バーグ、トッド・コマーニキ、ほか
- 製作総指揮：ケント・オルターマン、ほか
- 音楽：ジョン・デブニー
- 撮影：グレッグ・ガーディナー
- 編集：ダン・レーベンタール

## ミュージカル
2010年のクリスマス・シーズン、本作を基にしたブロードウェイ・ミュージカルが上演された。ケイシー・ニコロウが演出、マシュー・スクラーが作曲、チャド・べグリンが作詞、ボブ・マーティンとトーマス・ミーハンが脚本を担当した。
アル・ハーシュフェルド・シアターにて11月2日にプレビュー公演、11月10日に本公演が開幕し、2011年1月2日まで上演された。セバスチャン・アーセラスがバディ役、エイミー・スパンガーがジョヴィ役、ベス・リーヴルがエミリー役、マーク・ジャコビーがウォルター役、マシュー・ガムリーがマイケル役、ヴァレリー・ライトがデブ役、マイケル・マコーミックがグリーンウェイ役、マイケル・マンデルが店長役、ジョージ・ウェントがサンタ役を演じた。